# Estadio Markasiy (Namangán)
El Estadio Markasiy es un estadio multiusos ubicado en la ciudad de Namangán y que es utilizado principalmente para partidos de Fútbol. Actualmente es la sede del Navbahor Namangan de la Liga de fútbol de Uzbekistán desde 1974.

## Historia
El estadio fue construido en 1956 y es uno de los estadios más visitados de Uzbekistán. El estadio está ubicado en la parte occidental de la ciudad de Namangan Ha sido reconstruida varias veces a lo largo de los años. Las reconstrucciones más extensas tuvieron lugar en 1975, 1989, 2009 y 2013 . Antes de la renovación masiva en 2013, el estadio tenía una capacidad de 28.480 espectadores y antes de la renovación en 2009, podía albergar a 45.000 espectadores. Después de la última renovación, la capacidad se redujo a 22.000, pero el estadio se ha vuelto más moderno y se ha adaptado a los estándares de la FIFA y la AFC. El estadio cuenta con todas las comodidades y la infraestructura moderna necesaria. Hay una pista de atletismo alrededor del campo.